# 鏡桜南二
鏡桜 南二（かがみおう なんじ、1988年2月9日 - ）は、モンゴル国ウブルハンガイ県出身で鏡山部屋（現役晩年には伊勢ノ海部屋）に所属した元大相撲力士。2018年に鏡桜 秀興（かがみおう ひでおき）に改名、当四股名は帰化後の本名としても用いた。2023年3月15日に日本国籍を取得し、その直後の2023年3月場所を最後に引退。帰化前の本名はバットフー・ナンジッダ（モンゴル語キリル文字表記：Батхүүгийн Нанжид）。得意は右四つ、寄り、上手投げ。身長181.0cm、体重143.6kg、最高位は西前頭9枚目（2015年9月場所）。

## 経歴
モンゴルではバスケットボール、ブフ（モンゴル相撲）、レスリングを経験した。13歳の頃に、モンゴル時代はバスケットボールの強豪選手だった白鵬が現在どうしているのかをバスケットボールチームのコーチに聞いたところ、大相撲へ勧誘されて日本へ渡ったことを知らされ、以来本格的に日本の相撲へと傾倒していく。2003年に旭鷲山の紹介を受けて德瀬川と共に来日し、実業団の摂津倉庫で稽古を積んでから鏡山部屋に入門し、2003年7月場所で初土俵を踏んだ。四股名には鏡山部屋の名から「鏡」を貰い、当初四股名の下の名として名乗っていた南二は、本名のナンジッダに因んだとされる。
同年9月場所で初めて番付に載った。当初は体重90kgと軽量ゆえに、同場所7日目の德瀬川戦では吊り出しで敗れる経験もした（鏡桜が現役の土俵において吊り技で敗れたのは同取組のみである）。同場所こそ勝ち越したが、それ以降約2年間は一進一退の成績だった。鏡山部屋は鏡桜の入門当初から所属力士数が極端に少ない状態が続き、特に2008年7月場所から閉鎖までの13年間は自身と竜勢（8代鏡山の実子）の2人のみとなっていた。部屋の中だけでは満足な稽古はできなかったため、幕下時代は鏡山部屋と同じく新小岩駅近くにあった中村部屋（2012年12月閉鎖）に出稽古へ行き、地力をつけることが多かった。
2005年5月場所で初めての三段目昇格を果たしたが、2場所連続で負け越して同年9月場所で序二段降格。同場所を勝ち越しで三段目に復帰して臨んだ同年11月場所では5勝2敗と三段目で初の勝ち越し、同場所から2006年5月場所まで勝ち越しを続け、同年7月場所では東三段目4枚目と幕下に非常に近い地位に在位したが1勝6敗と大敗し、出直しを余儀なくされた。暫しの一進一退を経て東三段目42枚目で迎えた2008年5月場所では無傷の5連勝を記録するなど、最終的に6勝1敗の好成績。翌7月場所では幕下に初めて昇進した。新十両までに2回三段目降格を喫したものの、2009年5月場所以降は幕下に定着、2011年1月場所では初めて十両昇進が見える幕下15枚目以内を経験した。2012年11月場所では西幕下4枚目で4勝3敗と、十両に昇進するには微妙な成績だったが、幕下上位で勝ち越した力士が少なかったことも影響し、場所後の番付編成会議で新十両昇進が決まった。初土俵から十両昇進までは所要56場所で、外国出身としては史上6位のスロー昇進だった。
新十両昇進をしてから3場所目・西十両13枚目で迎えた2013年5月場所は、一時は優勝争いの単独トップにも立つ活躍を遂げ、13日目に玉飛鳥に、14日目に玉鷲に、それぞれ連敗し優勝は琴勇輝に譲ったものの、最終的に十両優勝次点に相当する12勝3敗の好成績を修めた。翌7月場所は新入幕も狙える東十両4枚目で6勝9敗と負け越したが、翌9月場所では再び大健闘。初日に敗れた後、2日目から11連勝。9日目には1敗で十両の優勝争いの先頭に立ったが、13日目に大砂嵐に敗れて2敗に後退すると照ノ富士に並ばれた。14日目は朝赤龍に勝ち、照ノ富士は旭秀鵬に負けたため、千秋楽の直接対決は自身が勝てばそのまま十両優勝、照ノ富士が勝てば優勝決定戦という状況だったが本割・優勝決定戦で照ノ富士に連敗。十両優勝を逸し、同場所の審判部長を務めていた師匠から賞状を贈られることは実現しなかった。新入幕となっても不思議ではない成績だったものの、番付運の悪さにも見舞われ、翌11月場所は東十両筆頭に留まった。同場所も10勝5敗と勝ち越し、翌2014年1月場所で新入幕。所要62場所での新入幕は外国出身としては史上2番目のスロー出世で、鏡山部屋からも元関脇・多賀竜が部屋を継承してから17年で初めての幕内力士誕生となった。幕内ではやや体力負けする相撲が目立って1月場所（東前頭14枚目で6勝9敗）と3月場所で（東前頭16枚目で5勝10敗）いずれも負け越し、翌5月場所では西十両2枚目に陥落。同場所では7日目から4連勝をするなど好調で14日目終了時点で十両優勝争いの先頭と1差。千秋楽はその単独トップだった琴勇輝を倒して4人による優勝決定トーナメントへと持ち込んだが、決勝戦で逸ノ城に敗れて、ふたたび各段優勝を逸した。7月場所で再入幕を果たすも、2場所連続6勝9敗に甘んじ再び十両へ陥落。2015年1月場所に3度目の入幕を果たすもここで負け越して十両に陥落。翌3月場所は場所前に稽古で左足首を捻った上2日目の阿夢露戦で背筋の一部を断裂したことで4勝11敗の不振に終わった。続く5月場所は一転して自身初の十両優勝（12勝3敗）を果たし、4度目の入幕も実現させた。しかし2場所幕内を務めた後に同年11月場所で十両へ陥落すると、2016年1月場所からは3場所連続で途中休場を経験（内2場所は後に再出場）するなど怪我・病気に苦しめられた。西十両12枚目で迎えた同年5月場所では4日目に玉飛鳥に勝って1勝しただけの状態で7日目から途中休場、翌7月場所で3年半守り続けた関取の地位を失い、幕下に陥落した。さらに幕下陥落後も2場所続けて2勝に留まり、2016年11月場所では西幕下40枚目まで番付を落とした。しかしこの場所では6番相撲まで勝ち続け、7番相撲で新十両を懸ける照強と対戦。これに敗れ照強の新十両を許す形となったものの6勝1敗で場所を終え、自身8場所ぶりの勝ち越し。以降再びジリ貧に陥り、2017年9月場所では西幕下49枚目まで番付を落とすが、この場所の7番相撲では同じモンゴル出身で、アマチュア横綱と学生横綱の実績を引っ提げて幕下15枚目格付出で入門して3場所目の東幕下14枚目・水戸龍に勝ち自身の幕下優勝を7戦全勝で飾ると同時に、水戸龍の十両昇進を阻止した。翌9月場所では西幕下5枚目まで番付を戻すも、2勝5敗に終わり十両復帰を果たせなかった。東幕下10枚目で迎えた2018年3月場所では左膝を痛め6日目を不戦敗で途中休場、翌5月場所も全休したことで翌7月場所では三段目まで降格した。しかし同場所では13日目に琴手計との全勝同士の対戦を制し、優勝決定戦でも佐々木山に勝ち、自身3度目の各段優勝を果たした。翌9月場所では西幕下12枚目まで番付を戻し、5勝2敗と勝ち越した。翌11月場所では十両復帰目前の西幕下4枚目まで番付を戻し、四股名を知人の名前に因んだ「鏡桜 秀興」に改めたが、2勝5敗と負け越した。2020年7月場所以降は休場が続き、2021年7月場所は幕内経験者では琉鵬、舛ノ山に次いで史上3人目となる序ノ口陥落となったが、同場所も休場。翌9月場所では幕内経験者としては昭和以降史上初となる番付外陥落となり、幕内経験者の最低地位記録を更新することになった（最高位十両の力士も含めた元関取の番付外陥落は龍門・北勝国・飛翔富士に次いで史上4人目）。尚、同年7月21日付で鏡山部屋が閉鎖されたため、伊勢ノ海部屋へ転属した。
2022年も復帰は叶わず、同年は一年間全てを番付外で過ごした。その後、2023年3月15日付で日本国籍を取得したことが官報で告示。取得から11日後の3月26日に引退発表。10場所に亘り番付外で過ごしたが、復帰には至らなかった。年寄襲名・若者頭就任・世話人就任を伴わない引退だった関係上、日本相撲協会との利害関係は消滅し、引退後の進路も引退発表時点で定まっていなかったものの、日本に居住する意向は示していた。断髪式は6月10日に両国国技館で開かれ、母国の関係者ら約270人がはさみを入れた。師匠だった鏡山から止め鋏を入れられた際には口を結び涙をこらえ、断髪式終了後の取材においては「ぐっときたが、次の人生が狂いそうなので耐えた」と話していた。断髪式が行われた時期の報道によると、自身の現役時代の四股名にちなんだ「KAGA（かが）」という社名の会社を経営し、社員7人を抱えながら住宅リフォームや飲食業などを手がけているとされた。また、新小岩でジンギスカン鍋専門店も経営しているとされる。

## 取り口
左上手を得意とし、引いてからの出し投げで崩しておいての寄りと、強烈な上手投げがあった。一方で馬力や出足にはそれほど優れず、巨漢や速攻相撲には弱い傾向にあった。思い切り土俵外出される形の寄り切りや押し出しによる敗北が多かった（特に新入幕以前）。重心が低いため投げや引き技で仕留められることは少なかった。突き切って勝利することは極めて稀だったが、突っ張りも得意としていた。

## エピソード
- 一般に関取昇進した力士は部屋に設けられた関取用の個室で生活することが可能となるが、鏡桜は「負け越して幕下に陥落した場合に引っ越しが面倒」として新十両から間もない時期は取的用の大部屋での生活を続けた。また、鏡山部屋は鏡桜が入門した当初から力士数が極端に少なく鏡桜の付け人も他の部屋の取的が担っていた関係上、関取在位中も掃除・洗濯などは自身で担っていた[19][20]。
  - 2020年9月場所後の報道によると、鏡桜は結婚して以降部屋の近所のマンションで妻子と共に暮らしており、親方の自宅は部屋とは別にあり、部屋の幕下・竜勢は部屋に1人で暮らしていたという[21]。
- 2013年9月場所の千秋楽に本割と優勝決定戦で照ノ富士に連敗して逆転優勝を許した際（上述）に、師匠から「1場所で同じ相手に2回負けるとは情けない」と叱責されて以降、照ノ富士とは2013年11月場所5日目・2014年3月場所9日目の2回対戦したが、いずれも鏡桜が雪辱を果たした[22]。
- 新入幕を果たした2014年1月場所の番付発表日に鏡山部屋で行われた記者会見では「自分としては早い。15年かかると思っていた。食い下がって頭をつけるのを心掛けたのが良かった」と喜びを語った上で2013年8月に同じモンゴル出身の女性と結婚したことも公表した[23] 。
- 2014年3月28日に、同年3月場所後に第71代横綱に推挙された鶴竜の初めての横綱土俵入りで露払いを務めた。横綱に推挙されたばかりの鶴竜はまだ三つ揃えの化粧廻しを持っていなかったため、第55代横綱で当時は相撲協会理事長を務めていた北の湖の三つ揃えの化粧廻しを借り受けて着用した[24]。
- 2015年1月場所5日目の阿夢露戦で小褄取りを決めた際に報道陣から「モンゴル相撲にもこんなワザがあるの?」と突っ込まれたのに対し「そう言われても、オレが（来日する前に）やっていたのはバスケットボールだからねえ」と答えた[25]。
- 2017年9月場所で幕下優勝をした際には「向こう（水戸龍）はまだ三場所目だが、こっちは十五年も相撲を取っているし、十年かけて関取に上がっているんだ」という思いで戦ったことを明かした[26]。怪我で休場していた際には引退も考えたが、鏡山には「ケガで落ちてそこから上がれば本物。ケガしただけだったらお前が弱い」と言われたという。最後に「腐らずやってきてよかったと思う。十両に上がって、もう一回上でやりたい」と語った[27]。
- 最終的に各段優勝を3回経験したが、2015年5月場所十両・2017年9月場所幕下・2018年7月場所三段目と、回数を追うごとに階級が下がる珍しいケースとなった。過去に同様のケースは秀ノ花行秀も経験した。
- 2023年4月3日には引退会見を行い、「もう一度相撲を取りたい思いもあったが、怪我が治らないということで決断した。体には恵まれてはいなかったが、いい相撲人生だった。」とおよそ20年の力士人生を振り返った[28]。同席した入門時の師匠・鏡山には夫人と1男1女との今後の生活を気遣って貰った上で、相撲部屋としては劣悪な環境で頑張ったとする称賛の言葉を受けた[29]。

## 主な成績
- 通算成績：437勝408敗65休（107場所）
- 幕内成績：43勝62敗（7場所）
- 十両成績：109勝92敗9休（14場所）
- 各段優勝
  - 十両優勝：1回（2015年5月場所）
  - 幕下優勝：1回（2017年9月場所）
  - 三段目優勝：1回（2018年7月場所）

### 場所別成績
| | 一月場所 初場所（東京）   | 三月場所 春場所（大阪）   | 五月場所 夏場所（東京）    | 七月場所 名古屋場所（愛知） | 九月場所 秋場所（東京） | 十一月場所 九州場所（福岡） |
| --- | ------------------------- | ------------------------- | -------------------------- | --------------------------- | ----------------------- | --------------------------- |
| 2003年 （平成15年） | x                         | x                         | x                          | （前相撲）                  | 東序ノ口37枚目 4–3      | 西序二段114枚目 3–4         |
| 2004年 （平成16年） | 東序ノ口5枚目 6–1         | 東序二段39枚目 3–4        | 東序二段57枚目 4–3         | 東序二段34枚目 3–4          | 東序二段56枚目 4–3      | 西序二段32枚目 3–4          |
| 2005年 （平成17年） | 東序二段55枚目 5–2        | 西序二段11枚目 5–2        | 東三段目76枚目 3–4         | 西三段目88枚目 3–4          | 西序二段10枚目 4–3      | 東三段目93枚目 5–2          |
| 2006年 （平成18年） | 東三段目58枚目 4–3        | 西三段目43枚目 5–2        | 東三段目16枚目 4–3         | 東三段目4枚目 1–6           | 西三段目42枚目 4–3      | 西三段目26枚目 2–5          |
| 2007年 （平成19年） | 東三段目52枚目 4–3        | 西三段目35枚目 4–3        | 東三段目22枚目 4–3         | 西三段目10枚目 3–4          | 東三段目26枚目 3–4      | 西三段目40枚目 3–4          |
| 2008年 （平成20年） | 東三段目55枚目 5–2        | 西三段目28枚目 3–4        | 東三段目42枚目 6–1         | 東幕下55枚目 2–5            | 東三段目16枚目 6–1      | 西幕下40枚目 2–5            |
| 2009年 （平成21年） | 西幕下59枚目 3–4          | 東三段目14枚目 5–2        | 東幕下50枚目 5–2           | 西幕下29枚目 4–3            | 西幕下23枚目 3–3–1      | 西幕下30枚目 2–5            |
| 2010年 （平成22年） | 東幕下46枚目 5–2          | 西幕下34枚目 2–5          | 西幕下50枚目 5–2           | 西幕下33枚目 4–3            | 東幕下25枚目 4–3        | 東幕下18枚目 5–2            |
| 2011年 （平成23年） | 西幕下9枚目 1–6           | 八百長問題 により中止     | 西幕下28枚目 3–4           | 西幕下28枚目 2–5            | 西幕下42枚目 6–1        | 東幕下17枚目 4–3            |
| 2012年 （平成24年） | 西幕下12枚目 3–4          | 東幕下18枚目 5–2          | 東幕下11枚目 5–2           | 東幕下7枚目 3–4             | 東幕下10枚目 4–3        | 西幕下4枚目 4–3             |
| 2013年 （平成25年） | 東十両14枚目 8–7          | 西十両12枚目 7–8          | 西十両13枚目 12–3          | 東十両4枚目 6–9             | 西十両8枚目 12–3        | 東十両筆頭 10–5             |
| 2014年 （平成26年） | 東前頭14枚目 6–9          | 東前頭16枚目 5–10         | 西十両2枚目 11–4           | 西前頭14枚目 6–9            | 西前頭16枚目 6–9        | 西十両筆頭 9–6              |
| 2015年 （平成27年） | 西前頭15枚目 7–8          | 東十両筆頭 4–11           | 東十両9枚目 優勝 12–3      | 西前頭14枚目 9–6            | 西前頭9枚目 4–11        | 西十両筆頭 6–9              |
| 2016年 （平成28年） | 西十両4枚目 7–7–1         | 西十両5枚目 4–11          | 西十両12枚目 1–6–8         | 東幕下9枚目 2–5             | 西幕下25枚目 2–4–1      | 西幕下40枚目 6–1            |
| 2017年 （平成29年） | 西幕下17枚目 2–5          | 東幕下35枚目 4–3          | 西幕下28枚目 3–4           | 西幕下39枚目 3–4            | 西幕下49枚目 優勝 7–0   | 西幕下5枚目 2–5             |
| 2018年 （平成30年） | 西幕下14枚目 4–3          | 東幕下10枚目 1–2–4        | 東幕下31枚目 休場 0–0–7    | 西三段目11枚目 優勝 7–0     | 東幕下12枚目 5–2        | 西幕下4枚目 2–5             |
| 2019年 （平成31年 /令和元年） | 東幕下12枚目 2–5          | 西幕下25枚目 2–4–1        | 東幕下40枚目 3–2–2         | 東幕下49枚目 5–2            | 西幕下36枚目 4–3        | 東幕下31枚目 4–3            |
| 2020年 （令和2年） | 西幕下24枚目 3–4          | 西幕下31枚目 4–3          | 感染症拡大 により中止      | 西幕下25枚目 1–4–2          | 西幕下43枚目 休場 0–0–7 | 東三段目23枚目 0–3–4        |
| 2021年 （令和3年） | 西三段目73枚目 休場 0–0–7 | 西序二段33枚目 休場 0–0–7 | 西序二段103枚目 休場 0–0–7 | 東序ノ口18枚目 休場 0–0–7   | （番付外）              | （番付外）                  |
| 2022年 （令和4年） | （番付外）                | （番付外）                | （番付外）                 | （番付外）                  | （番付外）              | （番付外）                  |
| 2023年 （令和5年） | （番付外）                | 番付外 引退 –             | x                          | x                           | x                       | x                           |
| 各欄の数字は、「勝ち-負け-休場」を示す。 優勝 引退 休場 十両 幕下 三賞：敢=敢闘賞、殊=殊勲賞、技=技能賞 その他：★=金星 番付階級：幕内 - 十両 - 幕下 - 三段目 - 序二段 - 序ノ口 幕内序列：横綱 - 大関 - 関脇 - 小結 - 前頭（「#数字」は各位内の序列） |                           |                           |                            |                             |                         |                             |

### 幕内対戦成績
| 力士名   | 勝数 | 負数 | 力士名     | 勝数 | 負数 | 力士名   | 勝数 | 負数 | 力士名 | 勝数 | 負数 |
| -------- | ---- | ---- | ---------- | ---- | ---- | -------- | ---- | ---- | ------ | ---- | ---- |
| 安美錦   | 0    | 1    | 阿夢露     | 0    | 2    | 荒鷲     | 2    | 0    | 遠藤   | 0    | 1    |
| 隠岐の海 | 0    | 3    | 大砂嵐     | 0    | 2    | 魁聖     | 1    | 1    | 臥牙丸 | 0    | 3    |
| 北太樹   | 1    | 2    | 旭秀鵬     | 3    | 2    | 旭天鵬   | 0    | 2    | 琴勇輝 | 2    | 1    |
| 佐田の海 | 0    | 2    | 佐田の富士 | 3    | 3    | 里山     | 1    | 2    | 常幸龍 | 0    | 1    |
| 翔天狼   | 1    | 0    | 青狼       | 1    | 0    | 蒼国来   | 2    | 1    | 大栄翔 | 0    | 1    |
| 貴ノ岩   | 2    | 1    | 髙安       | 0    | 1    | 宝富士   | 0    | 2    | 豪風   | 1    | 0    |
| 玉鷲     | 1    | 2    | 千代鳳     | 0    | 2    | 千代大龍 | 1    | 1    | 千代丸 | 1    | 2    |
| 照ノ富士 | 1    | 0    | 天鎧鵬     | 1    | 0    | 時天空   | 2    | 2    | 德勝龍 | 3    | 2    |
| 土佐豊   | 1(1) | 0    | 栃乃若     | 0    | 2    | 豊ノ島   | 0    | 1    | 豊響   | 1    | 1    |
| 英乃海   | 1    | 1    | 富士東     | 1    | 0    | 嘉風     | 0    | 2    | 誉富士 | 2    | 1    |
| 舛ノ山   | 0    | 1    | 若の里     | 0    | 1    |          |      |      |        |      |      |

## 改名歴
- 鏡桜 南二（かがみおう なんじ） 2003年7月場所 - 2018年9月場所
- 鏡桜 秀興（- ひでおき） 2018年11月場所 - 2023年3月場所